# Powiat Zgierski
Der Powiat Zgierski ist ein Powiat (Kreis) in der polnischen Woiwodschaft Łódź. Der Powiat hat eine Fläche von 855,18 km², auf der 161.000 Einwohner leben. Die Bevölkerungsdichte beträgt 188 Einwohner auf 1 km² (2007).

## Gemeinden
Der Powiat umfasst neun Gemeinden, davon drei Stadtgemeinden, drei Stadt-und-Land-Gemeinden und drei Landgemeinden.

### Stadtgemeinden
- Głowno
- Ozorków
- Zgierz

### Stadt-und-Land-Gemeinden
- Aleksandrów Łódzki
- Parzęczew
- Stryków

### Landgemeinden
- Głowno
- Ozorków
- Zgierz